# Чёрное (озеро, Кемский район)
Чёрное — пресноводное озеро на территории Куземского сельского поселения Кемского района Республики Карелии.

## Общие сведения
Площадь озера — 1,3 км². Располагается на высоте 5,6 метров над уровнем моря.
Форма озера лопастная, продолговатая: оно вытянуто с севера на юг. Берега изрезанные, каменисто-песчаные, местами заболоченные.
Из северной оконечности Чёрного вытекает безымянная протока, впадающая в Кочкинскую губу Белого моря.
В озере расположено не менее трёх безымянных островов различной площади.
Населённые пункты вблизи водоёма отсутствуют.
Код объекта в государственном водном реестре — 02020000711102000002910.